# TNG Wallet
TNG Wallet，乃是由TNG（Asia）Limited於2015年11月4日至2024年12月9日推出的電子錢包。

## 歷史
- 2015年11月4日：TNG Wallet正式於香港推出，在推出第三天，註冊使用人數超過20萬[1]

- 2016年4月：TNG Wallet把服務處擴展至支持香港的士車費[2]

- 2016年7月：TNG Wallet成為2016香港書展官方電子門票銷售商[3]

- 2016年8月25日：TNG Wallet成為首批獲得由香港金融管理局發出的「儲值支付工具牌照」(Stored Value Facility License)（SVF0003）的營辦商[4][5]

- 2016年9月：TNG Wallet 3.0版本推出全球匯款業務，涵蓋香港及包括中國內地、菲律賓、印尼、新加坡、馬來西亞、泰國、越南、印度、斯里蘭卡、孟加拉國、尼泊爾、巴基斯坦在內的12個國家，並成立「全球電子錢包聯盟」(Global E-Wallet Alliance)[6]

- 2017年8月：TNG Wallet推出於香港7-Eleven的24×7增值、支付及現金提款服務[7]

- 2017年9月：TNG Wallet母公司TNG金融科技集團完成A輪融資約1.15億美元（約9億港元）[8]，打破香港初創紀錄[9]

- 2017年9月：TNG Wallet的全球匯款業務擴至英國[10]

- 2017年9月：TNG獲選德勤「香港明日之星」[11]

- 2017年11月：TNG獲選德勤「2017中國明日之星」[12]

- 2020年3月18日，TNG電子錢包在未有通知用戶的情況下更新了合約條款，當中指出對於不動戶口﹝即在指定時間內未有進行任何款項進支的帳戶﹞收取費用，引發大批用戶投訴，最終承諾退還有關款項[13][14]。

- 2020年5月18日，據《蘋果日報》報導，TNG創辦人兼行政總裁江慶恩，被指鼓勵公司員工利用滙豐Red信用卡回贈「增值」，藉此以增大交易額，並引起香港金管局關注[15]。

- 2021年1月12日，據《蘋果日報》報導，TNG在2020年底在客戶不知情下代其申請Mastercard預付卡[16]。

- 2023年12月18日：香港金融管理局派員到TNG辦公室展開調查（onsite audit），該四名金管局職員來自零售支付系統監管處宣布已根據《支付系統及儲值支付工具條例》（香港法例第584章）（《支付條例》）完成對TNG (Asia) Limited（TNG）的調查及紀律處分程序。金融管理專員對TNG違反《支付條例》第8Q條，未能符合其附表3第2部第6(2)(b) 條（打擊洗錢及恐怖分子資金籌集的措施）及第5(1)(d)條（審慎及風險管理）的最低準則，處以譴責及1,575,000港元罰款[17]。

- 2024年10月25日，TNG電子錢包向所有用戶宣布，由於公司戰略重組和內部架構調整的考慮，決定退出儲值支付工具業務，將於10月25日下午4時30分開始進行退出流程，並於12月9日終止所有服務[18][19]。

## 服務
TNG Wallet提供以下服務：
- 線上／線下支付
- 全球匯款
- 全球現金提款
- 全球繳費服務
- 全球電話卡增值
- 商戶電子貨幣
- 銀行轉賬
- 個人對個人轉賬
- 電子優惠劵 / 電子門票 / 電子會員卡

## 股本
新創建集團亦是TNG Wallet股東之一，持有近6%股權。

## 爭議
- 2015年11月，TNG Wallet與759阿信屋合推優惠，提供20萬個名額，消費者下載後首次增值100元，即獲多送100元結餘，吸引不少消費者。惟不少人增值後，卻發現沒收到額外獲贈的100元結餘，更有消費者發現增值時程式故障，未能顯示金額；亦有人表示下載程式後即被指已用優惠。[21]
- 2015年11月，多名用戶未能使用TNG Wallet與759阿信屋的優惠，社交媒體Facebook出現了很多TNG Wallet苦主追討等的群組，很多用戶至少致電一至兩小時才有客户服务代表接聽有關客戶電話。
- 2015年11月，不少網民在使用聲稱是「香港人的電子錢包」TNG Wallet應用程式繳付中電、港燈及中華煤氣費用的同時，卻發現無法繳付，TNG 創辦人江慶恩回應香港蘋果日報查詢時指，他們會為客戶代交電費和煤氣費，並承認沒有與港燈等進行合作，未來會與港燈等公司商討正式合作方案，此次不能繳費，是由人手不足導致，並指每次繳費會延遲 2-3 日完成。[22]直至2017年4月，TNG才獲中華煤氣授權成為認可的繳付帳單渠道。[23]

- 2015年11月，據price.com.hk 報導，TNG Wallet疑轉賣用戶電話號碼個人資料 [24][25]。

- TNG Wallet早前推出滙款到東南亞地區服務，而且滙率優惠，時間特快，吸引外傭下載該錢包，然後到阿信屋增值，不過由於次數頻繁，令阿信屋前線人員工作量增加。持有759阿信屋的CEC國際控股主席林偉駿則表示，TNG增值額急升，且多數顧客用盡每日額度，但對實際生意好處有限，影響收銀效率，故2017年起停TNG增值服務。[26]
- TNG Wallet因推出匯款至東南亞地區服務，吸引許多香港外籍家庭傭工，TNG亦於星期日聚集最多外籍家庭傭工的中環及銅鑼灣地區分別設置攤位，方便用戶查詢及協助登記，也引來許多香港人質疑TNG Wallet是否可自稱「香港人的電子錢包」。[27]

## 外部連結
- TNG Wallet官方網站（已失效）
- 宣布戰略退出儲值支付工具(“SVF”) 業務（已失效）